# 7-я отдельная гвардейская мотострелковая бригада
7-я отдельная гвардейская мотострелковая Чистяковская бригада (сокр. 7 омсбр, в/ч 40321) — тактическое соединение Сухопутных войск Российской Федерации, ранее Народной милиции Луганской Народной Республики.

## История
Бригада создана в ноябре 2014 года в г. Торез (Чистяково) на базе личного состава «вооружённого формирования города Славянск», вышедших из окружения в Донецк 5 июля 2014 года. Возглавил формирование полковник Николаев Михаил Александрович (позывной «Седой»). Ранее Николаев М. А. возглавлял один из батальонов славянского формирования летом 2014. С сентября 2015 года 7 ОМСБр формирование возглавлял полковник Александр Бушуев под псевдонимом «Колосов Александр Николаевич».
В январе 2015 танковая рота бригады вела боевые действия в Донецком аэропорту.

Нарукавный шеврон, использовавшийся до вхождения бригады в состав ВС РФ

Во время боёв в районе Дебальцева соединение занимало фронт по линии Верхняя Фащевка — Кировское (Крестовка). Боевой путь пролегал в селе Никишино, далее на ж/д станции Редкодуб и возле пгт Чернухино. В ходе боёв был окружён и рассеян реактивной артиллерией батальон полка милиции «Днепр-1». В ходе операции подразделения бригады приблизились к Дебальцево с юго-запада. 19 февраля город Дебальцево перешёл в руки войск ДНР. За бои по "ликвидации" дебальцевской группировки ВСУ командир бригады полковник Николаев М. А. был удостоен ордена «Николая Чудотворца» 2-й степени. Бригаде присвоено почетное наименование — «Чистяковская» (в честь 127-й стрелковой Чистяковской дивизии, освобождавшей Донбасс в августе — сентябре 1943 года).
В конце 2015 года бригада была передана из состава Народной милиции ДНР в состав Народной милиции ЛНР для усиления последней.
3 июля 2016 года под Харцызском на железнодорожном переезде в результате взрыва фугаса погиб командир бригады Александр Бушуев.
10 октября 2018 года и/о главы ЛНР Леонид Пасечник присвоил бригаде почётное звание «гвардейская» за "массовый героизм и отвагу, стойкость и мужество, проявленные личным составом в боях в ходе защиты Республики". К знамени соединения была прикреплена гвардейская лента.
С 31.12.2022 года бригада вошла в состав ВС РФ, номер в/ч с 08807 сменился на 40321. В бригаде дополнительно создан 4-й стрелковый (линейный) батальон, отдельный штурмовой батальон «Шторм», прикомандированы батальоны территориальной обороны 12 БТРо, 2718, 2720, 2736, 2738 ТРО.

## Структура бригады
- Штаб
- 1-й мотострелковый батальон
- 2-й мотострелковый батальон
- 3-й мотострелковый батальон
- 4-й линейный стрелковый батальон
- Танковый батальон
- Гаубичный самоходно-артиллерийский дивизион
- Гаубичный артиллерийский дивизион
- Зенитно-ракетный дивизион
- Реактивный артиллерийский дивизион
- Рота материального обеспечения
- Разведывательная рота

- Ремонтная рота

Приданные подразделения
- 310-й резервный мотострелковый батальон (в/ч 78535)
- 12 БТрО (в/ч 12265)
- 313 ОМСп (бывш. батальон 2736 ТРО)

## Командование
* Командиры бригады
- с 5 июля 2014 года полковник М. А. Николаев (позывной «Седой»)
- 9.2015 - 3.7.2016 полковник Бушуев, Александр Николаевич под псевдонимом «Колосов Александр Николаевич»
- полковник А. В.  Козыренко
- 10.2017 - 9.2018 полковник Р. Р. Водождок
- 2020 - н/вр гвардии полковник Рыжов, Леонид Владимирович

* Заместители командира бригады